# (34734) 2001 QS64
2001 QS64 (asteroide 34734) é um asteroide da cintura principal. Possui uma excentricidade de 0.22821610 e uma inclinação de 2.81059º.
Este asteroide foi descoberto no dia 16 de agosto de 2001 por LINEAR em Socorro.